# Denise de Déols
Denise de Déols, née en 1173 et morte en 1206 ou 1207, est l’héritière de la famille de Déols, qui détenait la seigneurie de Châteauroux.

## Biographie
Son père Raoul VI, seigneur de Déols et baron de Châteauroux, meurt à Ravenne le 27 novembre 1176, au retour de Terre sainte. Il laisse comme unique héritière sa fille Denise, âgée alors de trois ans. Il faut pourvoir Denise d'un tuteur pour son éducation et d'un baillistre pour administrer la seigneurie. Eudes, seigneur de La Châtre et de Châteaumeillant, son oncle, prend en charge Denise, mais Henri II Plantagenêt menace d'assiéger La Châtre, et la fillette lui est remise. Henri II marie peu après la jeune Denise, encore mineure, à Baudouin de Reviers 3e comte de Devon, qui meurt en 1188 alors que Denise n'a pas encore seize ans. Richard Cœur de Lion, dispose de Denise comme son père et la marie à André Ier de Chauvigny, mariage célébré à Salisbury dans le Wiltshire en 1189  par Gilbert, évêque de Rochester, en présence de la reine Aliénor d'Aquitaine, tante d'André. Celui-ci accompagne Richard Cœur de Lion en Terre Sainte lors de la troisième croisade, où il s'illustre. 
De retour à Châteauroux, Denise et son mari sont impliqués dans la lutte entre Richard et Philippe Auguste. André soutient Richard, puis Jean sans Terre qui lui succède comme duc d'Aquitaine, puis comme roi d'Angleterre. À la suite du traité du Goulet, en mai 1200, Jean sans Terre abandonne sa suzeraineté sur les seigneurs bas-berrichons au profit de Philippe Auguste, plus précisément en faveur de sa nièce Blanche de Castille (fille d'Aliénor d'Angleterre) qui devient au même moment la bru de Philippe Auguste en épousant le prince Louis. Désormais, André dépend de Philippe pour ses fiefs du Bas-Berry et il prête hommage au duc Arthur Ier de Bretagne pour ses autres fiefs. Par Denise, il est seigneur de Déols, Saint-Chartier, La Châtre, Le Châtelet (Cher), Châteauroux, Issoudun… 
André et Denise ont plusieurs enfants, parmi lesquels 
- André II de Chauvigny (1190-1251),
- Bertrand de Chauvigny (1195-1224).

Guillaume Ier de Chauvigny (11??-1188-1233), seigneur de Châteauroux, Châteaumeillant et Issoudun, n'est pas son fils, mais celui d'un mariage précédent d'André Ier de Chauvigny, donc son beau-fils. Certains auteurs se sont fourvoyés en pensant que c'était son fils, sauf que son nom apparait dans une charte d'Aureil en 1189 et d'autres donne sa date de naissance en 1188, soit de toute façon avant le mariage au moment où elle était veuve de Baudoin de Reviers, ce qui est une erreur chronologique.
Avec la reprise des hostilités entre Philippe Auguste et Jean sans Terre, en juillet 1202, André de Chauvigny part soutenir Arthur Ier de Bretagne contre le roi Jean, oncle et rival du duc dans la succession de Richard Cœur de Lion. Mais celui-ci les fait prisonniers en 1202 à la bataille de Mirebeau, et ils disparaissent tous deux en captivité à Rouen la même année.
En 1204 ou 1205, Denise se marie une troisième fois, avec Guillaume Ier de Sancerre. Elle meurt à l'âge de 33 ans, en 1206 ou 1207.

## Conflit avec l'abbaye de Déols
L'abbé de Déols, en conflit avec André et Denise pour des questions d'intérêt et de juridiction, attaque la validité du mariage en arguant d'une consanguinité plus ou moins réelle, et  l'archevêque de Bourges, suivant l'abbé, prononce la nullité du mariage. André et Denise font appel de la sentence auprès du pape Célestin III.  Comme l'affaire traîne en longueur, André se rend à Rome auprès du nouveau pape Innocent III qui valide l'union en déclarant : « il n'est pas facile de ne pas admettre un mariage qui a duré si longtemps et d'où une nombreuse descendance est issue ».
Cette description un peu doucereuse est présentée différemment par  Jean Hubert dans une note de son article sur « le miracle de Déols ». L'auteur du Liber miraculorum B. Mariae Dolensis, le moine de Déols Jean Agnellus, dans le préambule de son ouvrage, déclare que  l'écrit « n'est pas seulement inspiré par la piété, mais aussi par le désir de montrer aux puissants de ce monde et aux orgueilleux séculiers qu'ils ont tort « d'aboyer » contre les religieux et de mépriser des moines si manifestement honorés des bienfaits divins ». Allusion transparente, dit Jean Hubert, à André de Chauvigny, seigneur de Châteauroux depuis 1189, « qui avait causé de tels dommages aux moines de Déols que le pape, en 1196, dut l'excommunier et mettre sa terre en interdit ; il ne consentit à reconnaître ses torts et à faire paix avec l'abbaye qu'au début de l'année 1202 ». On relève d'ailleurs la souscription d'un certain Hu. Agnellus à la fin d'un accord conclu en 1202 entre l'abbaye de Déols et André de Chauvigny, seigneur de Châteauroux ; le texte de cette charte n'est connu que par la bulle d'Innocent III, du 28 juin 1202, qui la confirme. Ainsi, la bienveillance d'Innocent III à l'égard du mariage des époux Chauvigny fait partie du marchandage qui confirme la puissance, à l'époque, de l'abbaye de Déols.